# Distretto di Tapay
Il distretto di Tapay è uno dei venti distretti della provincia di Caylloma, in Perù. Si trova nella regione di Arequipa e si estende su una superficie di 420,17 chilometri quadrati.

Ha per capitale la città di Tapay e contava 880 abitanti al censimento 2005.